# Архипелаг Седова
Архипела́г Седо́ва (ранее — острова Сергея Каменева) — группа островов в западной части архипелага Северная Земля (Россия), в Карском море. Административно относятся к Таймырскому Долгано-Ненецкому району Красноярского края.

## Состав
Состоит из шести крупных и нескольких совсем небольших островов вытянутых в линию на 53 километра с юго-востока от полуострова Парижской Коммуны (Остров Октябрьской Революции) на северо-запад. Самый восточный остров архипелага лежит в 4,9 километрах к юго-западу от острова Октябрьской Революции, отделённый проливом Восточным.
Состав (с запада на восток):
- Остров Голомянный — длиной 6 километров и шириной до двух километров. С весны 1954 года на острове действует полярная станция Остров Голомянный[1]. Соединён с островом Средним песчано-галечной косой длиной около километра и шириной не более 300 метров.
- Остров Средний — длинный (24 километра) и узкий (от 500 метров до 1,3 километра) остров в западной части архипелага. На острове расположена взлётно-посадочная полоса, склады горючего и действующая погранзастава.
- Остров Домашний — длиной 4,3 километра и шириной до 950 метров. Расположен к югу от острова Среднего за проливом Сергея Каменева шириной 0,8 — 2 километра.
- Остров Стрела — длиной 5,2 километра и шириной до 900 метров. Находится в 250 метрах к северу от полуострова Отдельного — восточной оконечности острова Среднего.
- Остров Фигурный — имеет форму полумесяца с длинным узким выступом на запад в южной части. Протяжённость с запада на восток — 12 километров, с юга на север — около 8 километров, ширина в средней части — около 3 километров. Соединён с островом Восточным длинной (9 километров) и очень узкой (около 250 метров) полосой суши. Хотя на некоторых картах острова изображены раздельными.
- Остров Восточный — относительно крупный, слегка вытянутый с юго-запада на северо-восток остров длиной 6,3 километра и шириной 5,2 километра.

Кроме того, несколько безымянных малых островов.

## История
Назван в честь знаменитого российского арктического исследователя Георгия Седова. Первая полная карта была составлена в 1930—1932 годы, когда здесь побывали советские исследователи Николай Урванцев и Георгий Ушаков, составившие карты всей Северной Земли. Этой экспедицией на острове Домашнем была построена полярная станция «Остров Домашний».
Ранее назвался островами Сергея Каменева.

## Топографические карты
- Лист карты T-46-I,II,III Средний. Масштаб: 1 : 200 000. Состояние местности на 1988 год. Издание 1993 г.
- Лист карты T-46-IV,V,VI ледн. Альбанова. Масштаб: 1 : 200 000. Состояние местности на 1984-1988 год. Издание 1992 г.